# 六氟铋酸二氟合氯
六氟铋酸二氟合氯是一种无机化合物，化学式为ClF2BiF6，它与BiF2SbF6及ClF2TaF6同构。它在−60 °C时为三斜晶系晶体，空间群P1。它可由五氟化铋和三氟化氯反应得到。它受热分解，产物为ClF3、ClF2Bi2F11和BiF5。